# Five Mile Point Lighthouse
Das Five Mile Point Lighthouse ist ein denkmalgeschützter Leuchtturm in  New Haven, Connecticut.
Er hat einen achteckigen Grundriss, ist aus rötlich braunem Sandstein gebaut und wurde 1845 in Betrieb genommen. Knapp 10 m östlich davon steht das zweieinhalbstöckige Wohnhaus des Leuchtturmwärters mit Giebeldach und einem rückwärtigen Seitenflügel. Dieses aus Ziegelstein errichtete Gebäude stammt aus dem Jahr 1812 und gehörte zu dem Vorgängerbau des Five Mile Point Lighthouse. Der knapp 25 m hohe Leuchtturm markierte den östlichen Teil des Übergangs des Long Island Sound in den Hafen von New Haven. Er wurde 1877 stillgelegt, als der Leuchtturm Southwest Ledge Light seine Funktion übernahm.
Am 1. August 1990 wurde das Five Mile Point Lighthouse als Baudenkmal in das National Register of Historic Places aufgenommen.